# 1253

## Догађаји
- 18. јануар – Краљ Хенри I од Кипра умире, а наслеђује га син Хуго II, који има само неколико месеци. Његова мајка, краљица Плезанс од Антиохије, полаже право на регентство Кипра и титуларно регентство Јерусалима. Високи суд Кипра потврђује њен положај, али барони Преокрнског подручја захтевају њено лично присуство пре него што је признају. Јован од Ибелина, гроф од Јафе, остаје као баили, а Плезанс размишља о женидби за Јовановог младог сина Балијана.
- Краљ Луј IX од Француске  још борави у Акри, наставља да управља владом.
- Лето – Краљевина Галиција-Волинија постаје вазална држава ширећег Монголског царства. Принц Данило од Галиције крунисан је за „Rex Rusiae“ и званично постаје православни поданик Папске државе.
- 4. јул – Вилијам II, гроф Холандије, побеђује фламанске снаге под командом Гаја од Дампјера код Весткапеле. Натерао је њега и његову мајку, Маргарету II, да поштују поделу Фландрије и Еноа.
- 6. јул — Миндаугас је крунисан за јединог краља Литваније.
- 6. август – Краљ Хенри III предводи експедицију у Гаскоњу, како би одбио гласине о инвазији из Кастиље. У међувремену, Симон де Монфор се враћа из Гаскоње где се удружује са баронима који се противе Хенрију.
- 10. октобар – Немачке царске снаге под краљем Конрадом IV гуше сицилијанску побуну и поново освајају Напуљ.
- Хенри III се састаје са племићима и црквеним вођама како би потврдио валидност Магне карте у замену за опорезивање.
- Април – Ан-Насир Јусуф, ајубидски владар Дамаска, уступа Палестину, заједно са Јерусалимом, Наблусом и обалом Ал-Шама Ајбаку, мамелучком султану Египта.
- 28. април – Ничирен, јапански будистички монах, изјављује своју намеру да проповеда Лотосову сутру и Наму Мјохо Ренге Кјо као прави будизам, чиме оснива Ничирен будизам.
- Мај – Луј IX од Француске  шаље Вилијама од Рубрука из Цариграда на мисионарско путовање у Каракорум да тражи савез против сиријских и египатских муслимана.
- Монголске снаге под Хулагу-каном почињу кампању против државе Низари Исмаили. Претходница (12.000 људи) под Китбуком осваја неколико тврђава у Кухистану.
- Монголске снаге под Кублај-каном освајају краљевство Дали (данашњи Јунан). Становништво мигрира у Сијам (данашњи Тајланд). Кублај-кан уводи баиша сијуе свиту песама и игара уз музику Јунана.
- Октобар – Папа Иноћентије IV враћа се у Рим, након што га је 9 година свргавао бивши цар Фридрих II, чији сукоб представља важно поглавље у сукобу између Папске државе и Светог римског царства.
- Иноћентије IV нуди круну Сицилије, којом управља, Ричарду од Корнвола и Карлу Анжујском, који обојица одбијају, а касније и осмогодишњем Едмунду, сину Хенрија III од Енглеске.
- Горња базилика Светог Фрање Асишког, најранија важна грађевина италијанске готске архитектуре, завршена је у Асизију.

## Рођења
- Википедија:Непознат датум — Стефан Урош II Милутин, српски краљ. († 1321)

## Смрти
- Амадео IV, гроф Савоје

- Вацлав I од Чешке

- Доген

- Јоланда од Угарске (супруга Ђаумеа I)

- Клара Асишка

- Отон II, војвода Баварске

- Теобалд I од Наваре
- Теодор Анђел Дука Комнин